# Batalla de Slim Buttes
La batalla de Slim Buttes fue un enfrentamiento armado entre el Ejército de los Estados Unidos contra la tribu miniconjou ocurrido el 9 y 10 de septiembre de 1876. Esta batalla fue la primera victoria estadounidense desde la derrota del general George Armstrong Custer en la batalla de Little Bighorn en junio de 1876.

## Antecedentes
Tras la derrota en la batalla de Little Bighorn, el teniente general Philip Sheridan, al mando del Departamento del Missouri, ordenó al ejército estadounidense que convenciera a los indios hostiles para que regresaran a sus reservas. Los generales Alfred Terry y George Crook lanzaron una infructuosa persecución contra las tribus lakota y cheyenes. La campaña se reanudó el 5 de agosto de 1876, y el 10 de agosto, dejando atrás su caravana para desentenderse de la persecución, se dirigió al este hacia las Colinas Negras. El mal tiempo, las condiciones extremas de barro en el camino y la sobrecarga de hombres y animales hicieron que la fuerza combinada se disolviera el 18 de agosto, y los hombres de Terry regresaron a sus bases.
Las fuerzas del general Crook continuaron la persecución, pero pronto empezaron a quedarse sin provisiones. El general ordenó a sus hombres que fueran con la mitad de las raciones. Pronto, muchos de los hombres recurrieron a comer carne de mula y de caballo. Una columna al mando del capitán Anson Mills fue enviada a Deadwood, una ciudad minera en las Colinas Negras, para obtener suministros, y en el trayecto se topó con la aldea miniconjou de Caballo Americano el Viejo.

## Batalla
En la noche del 8 de septiembre de 1876, cerca de la actual Reva, Dakota del Sur, el capitán Mills con sus 150 soldados del 3.º Regimiento de Caballería rodeó el poblado de treinta y siete tiendas y lo atacó a la mañana siguiente, disparando a cualquiera que se resistiera. Tomados por sorpresa, los indios huyeron, con un Caballo Americano el Viejo mortalmente herido y quince mujeres y niños escondidos en un barranco cercano. Tras rechazar el tratamiento de los cirujanos del ejército después de rendirse, Caballo Americano acabó muriendo, al igual que dos mujeres y un niño. Los sioux que escaparon corrieron la voz a las aldeas vecinas de sans arc, brulé y cheyenes, diciendo a Caballo Loco y a otros líderes que se habían encontrado con 100-150 soldados. Sin saberlo, la columna principal de Crook de infantería, artillería y otra caballería había llegado.

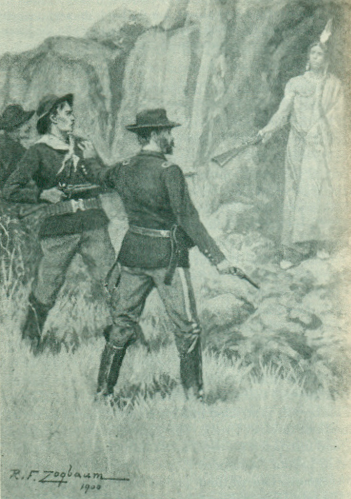
La rendición de American Horse

Entre 600 y 800 guerreros, junto con Caballo Loco, cabalgaron rápidamente 16 kilómetros hacia el norte, hacia el poblado de Caballo Americano, situado en una depresión entre varias colinas. Vieron un número mucho mayor de lo esperado de soldados bien armados rodeando el poblado. Desde sus posiciones en lo alto de los acantilados, los guerreros abrieron fuego, haciendo que Crook formara inmediatamente un perímetro defensivo alrededor de sus caballos y mulas. El general no tardó en ordenar que se prendiera fuego a la aldea. Crook envió una línea de escaramuza, con cuatro compañías de infantería en el frente, seguidas por tropas desmontadas de tres regimientos de caballería. Después de 45 minutos de fuego constante, los soldados que avanzaban expulsaron a la mayoría de los guerreros de sus posiciones en las colinas. Algunos sioux se mantuvieron firmes, e incluso atacaron el perímetro del 3.º Regimiento de Caballería en un momento dado, pero finalmente fueron expulsados.
Los soldados se apoderaron de ponis en el poblado, así como de un suministro de carne seca que se repartió entre los hombres enfermos y heridos de Crook. De interés emocional para los soldados de caballería, recuperaron una serie de artefactos de la batalla de Little Bighorn, los guanteletes ensangrentados del capitán abatido Myles Keogh, armas y municiones emitidas por el gobierno, y otros artículos relacionados.
El 10 de septiembre, Crook condujo a su hambrienta fuerza lejos de la aldea en llamas, en dirección a las Colinas Negras y a los alimentos. Los sioux mantuvieron una lucha constante con sus tropas durante los días siguientes, antes de que Crook lograra finalmente llegar el 15 de septiembre. La batalla en Slim Buttes costó la vida a dos soldados de caballería y a uno de los exploradores civiles de Crook, Charles «Buffalo Chips» White, así como la de al menos 10 sioux.